# 소림사 (무협)
소림사(중국어: 少林派)는 무협물에 나오는 문파. 구파일방의 하나로 꼽히는 명문정파다. 이 종파는 승려들이 지배하고 있다.

## 역사
실제 소림사를 바탕으로 한 만큼 일반적인 무협소설의 배경인 명, 청 시대에도 천년소림이라 불릴 정도로 유구한 역사를 지니고 있다. 기본적으로 백팔나한진과 축소판인 십팔나한진이라는 진법이 자주 등장하는 편.
대부분 정파의 태두로 등장하며 사건이 터질 땐 가만히 있다가 사건이 커지면 '우리가 나서서 해결한다' 면서 백팔나한진으로 밀어붙이는 경향이 있다. 주성치의 영화 식신에서 그 무서움이 드러난다.

## 같이 보기
- 소림사